# Artopoetes continentalis
Artopoetes continentalis är en fjärilsart som beskrevs av Shirôzu 1953. Artopoetes continentalis ingår i släktet Artopoetes och familjen juvelvingar. Inga underarter finns listade i Catalogue of Life.